# Список учебных заведений Ейска

## Начальное профессиональное образование

### ПТУ
- Профессиональное училище № 20 Краснодарского края (более 20 специальностей)
- Профессиональное техническое училище № 66 (13 специальностей)

## Среднее профессиональное образование

### Колледжи
- Колледж «Ейский» (сельскохозяйственные специальности);
- Ейский медицинский колледж (4 специальности);
- Ейский полипрофильный колледж (ранее Ейский педагогический колледж, 5 направлений);

### Техникумы
- Ейский морской рыбопромышленный техникум (9 специальностей);
- Ейский филиал Кубанского торгово-экономического техникума (4 специальности);
- Ейский филиал  Кропоткинского юридического техникума.

## Государственные ВУЗы

### Военное училище
- Ейское высшее военное авиационное училище имени дважды Героя Советского Союза В. М. Комарова (закрыто в 2011 году)

### Филиалы

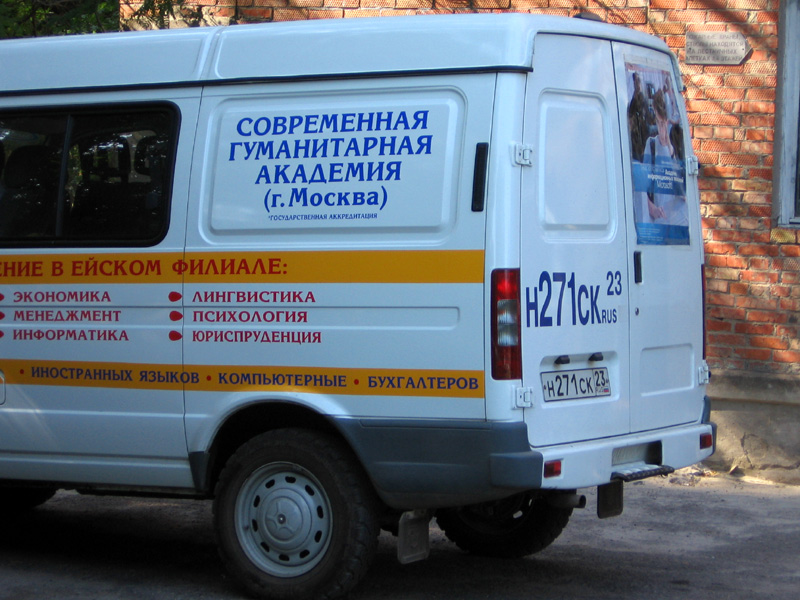
Современная гуманитарная академия в Ейске

- Филиал Ростовского государственного экономического университета РИНХ
- Филиал Адыгейского государственного университета (открыт в 1999 году, в настоящее время филиал закрыт)
- Филиал Кубанского государственного университета (начал деятельность в 2002 году, закрыт в 2013)[1]
- Филиал Кубанского государственного университета физической культуры, спорта и туризма (закрыт в 2015 году)[2]
- Филиал Московского государственного открытого университета (закрыт в 2011 году)
- Филиал ФГБОУ ВПО «Сочинский государственный университет» в городе Ейске Краснодарского края (открыт в 2003 году, закрыт в 2013 году)[3]
- Филиал Южного федерального университета (основан в 1995 году, в настоящее время закрыт)

## Негосударственные ВУЗы

### Филиалы
- Филиал Современной гуманитарной академии (прекратил свою деятельность)
- Филиал Московского социально-гуманитарного института (филиал свернул свою деятельность в 2008 году)[4]